# روني كونينغ
روني كونينغ (بالألمانية: Ronny König)‏ (2 يونيو 1983 بليشتنشتاين في ألمانيا - ) هو لاعب كرة قدم ألماني في مركز الهجوم. لعب مع إرتسغيبيرغه آوه ودارمشتات 98 وروت فايس أوبرهاوزن وفيهين فيسبادن وكيمنتزر ونادي كايزرسلاوترن و1. FC Kaiserslautern II ‏.

## وصلات خارجية
- روني كونينغ على موقع قاعدة بيانات كرة القدم.إي يو (الإنجليزية)
- روني كونينغ على موقع بيانات كرة القدم. دي إي (الألمانية)
- روني كونينغ على موقع Soccerway.com (الإنجليزية)
- روني كونينغ على موقع عالم كرة القدم.نت (الإنجليزية)